# Église de Valkeala
L’église de Valkeala (finnois : Valkealan kirkko) est une église luthérienne construite dans le quartier de Valkeala à Kouvola en Finlande,.

## Description

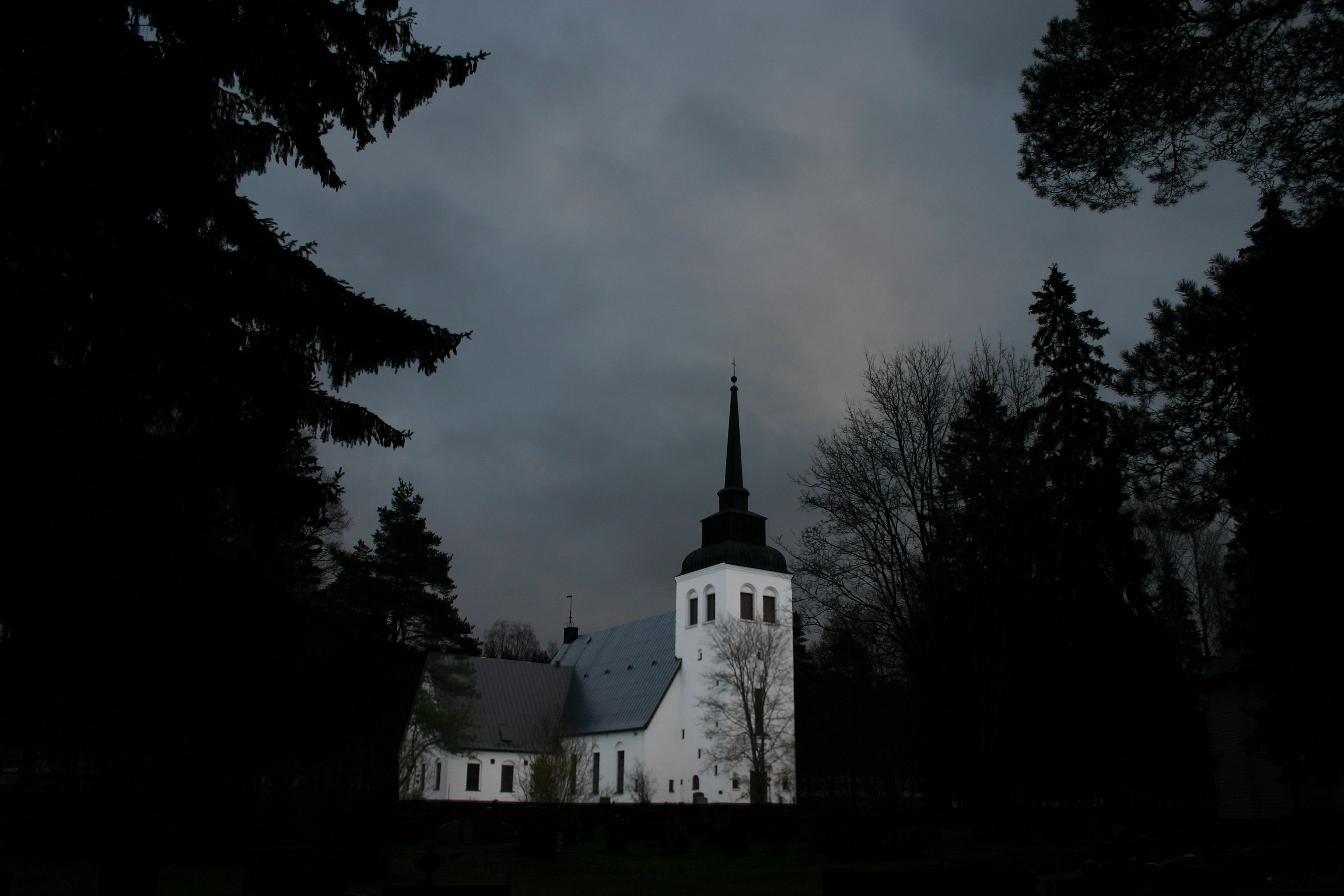
L'église de Valkeala.

L'église est construite dans l'ancien village de Valkeala.
Conçue par Armas Lindgren et Bertel Liljeqvist, elle est inaugurée en 1927. 
Elle est historiquement la quatrième. La troisième église avait été inaugurée en 1798 et fut détruite dans un incendie en novembre 1920.
L'église est crépie et dotée d'une tour.
L'intérieur est décoré de motifs bibliques par Antti Salmenlinna et le Chœur  par une scène du calvaire due à Gunnar Finne.
Un Crucifix est érigé entre la nef et le Chœur . 
Le retable est peint en 1819 par Anders Gustav Thitz et représente Jésus enlevé de la croix. Il provient de l'église précédente.
L'orgue est conçu par la fabrique d'orgues de Kangasala en 1977.
Le clocher de forme octogonale est conçu en 1782 par Juhana Salonen qui avait conçu l’église précédente.